# Basalt Point
Der Basalt Point ist eine Landspitze an der Südküste von King George Island im Archipel der Südlichen Shetlandinseln. Sie ist der südwestliche Ausläufer des Point Hennequin am Ostufer der Admiralty Bay.
Polnische Wissenschaftler benannten sie nach einem zwischen 1977 und 1978 hier entdeckten Basaltvorsprung.